# Cissus elongata
Cissus elongata là một loài thực vật hai lá mầm trong họ Nho. Loài này được Roxb. miêu tả khoa học đầu tiên năm 1820.